# Cuyuteca
Cuyuteca (Cuyuteco) pleme Nahua Indijanaca s jugozapada meksičke države Jalisco nastanjeno u Atenquillo, Talpi, Mascoti, Mixtlanu, Atengu, i Tecolotlanu. Tijekom 16. stoljeća zbog epidemija u ovom području, populacija je uveliko opala. Kasnije se ovdje ponovno naseljavaju Špaljolci i Indijanci iz Guadalajare i drugih krajeva Meksika. Smatra se da su Cuyuteci u ovaj kraj pristigli kasnije.